# Семенов Артем Олегович
Семенов Артем Олегович (нар. 1 лютого 1986, Кривий Ріг) — український оперний та естрадний співак, автор пісень, диригент хору, викладач вокалу, суперфіналіст шоу «Україна має талант». Також відомий під псевдонімом Діва Урсула.

## Біографія
Семенов Артем Олегович народився 1 лютого 1986 року в місті Кривий Ріг Дніпропетровської області, Україна.
Батько Артема — машиніст, мама — кухар.
З раннього дитинства Артем виявив надзвичайний інтерес до музики. У 8 років почав співати у церковному хорі та вчитися у музичній школі (клас фортепіано). Юний талант стає лауреатом багатьох дитячих пісенних конкурсів.
У 2003 році Артем закінчує загальноосвітню і музичну школи та вступає на відділ хорового диригування Криворізького міського музичного училища. Паралельно з навчанням керує хором у соборі, а також дебютує на сцені місцевого театру оперети у ролі Олени Прекрасної.
2006 року отримує диплом Криворізького музичного училища і вступає до Львівської національної музичної академії на вокальне відділення. Однак, у Львові Артем Семенов не зміг влаштуватися на роботу і через матеріальні проблеми змушений був переїхати до Києва. Тимчасово призупинив навчання, яке згодом продовжив на заочному відділенні.
У 2007—2008 роках разом із Тетяною Мельник виступали як дует «DejaVu». Але гурт через декілька років розпався. Надалі почав виступати у нічних гей-клубах «Ендібар» і «Помада», як травесті-діва Урсула.
У 2009 році Артем Семенов став учасником першого сезону шоу «Україна має талант». Зокрема використовувув образ Діви Урсули. Артисту вдалося здивувати глядачів і членів журі своїми унікальними вокальними даними — вона є однією із небагатьох у світі виконавиць, які володіють одночасно і чоловічим тенором, і жіночим сопрано. Твори світової класики у її виконанні отримали неочікуване звучання. Діва Урсула посіла друге місце і отримала грант на розвиток таланту, який витратила на навчання у російської оперної співачки Любові Казарновської.
Твори, які Артем Семенов виконав як учасник талант-шоу на телевізійному каналі СТБ.
| Етап шоу            | Твір                               |
| ------------------- | ---------------------------------- |
| Кастинг             | «Figlio Perduto» Бетховена         |
| Прямий ефір         | "Адажіо" Томазо Альбіноні          |
| Фінал, гала-концерт | «Привид опери» Ендрю Ллойд-Веббера |

У квітні 2012 артист йде на експеримент: повністю відмовився від свого альтер-его і декілька років виступав під своїм справжнім ім'ям — Артем Семенов.
Брав участь у телевізійному шоу «Зірковий ринг», в якому змагалися найкращі вокалісти талант-шоу «Україна має талант» та «Х-Фактор».
Також знімався у любительських фільмах під ніком "Елла Холівуд".

## Дискографія

### Альбоми
- Взлететь (2013)

### Сингли
| Рік  | Назва           |
| ---- | --------------- |
| 2010 | «Трагедия»      |
| 2012 | «Ангел»         |
| 2013 | «Две минуты»    |
| 2013 | «Взлететь»      |
| 2014 | «Я схожу с ума» |

### Кліпи
| Рік  | Кліп         |
| ---- | ------------ |
| 2013 | «Две минуты» |
| 2013 | «Взлететь»   |